# Verena Eberhardt

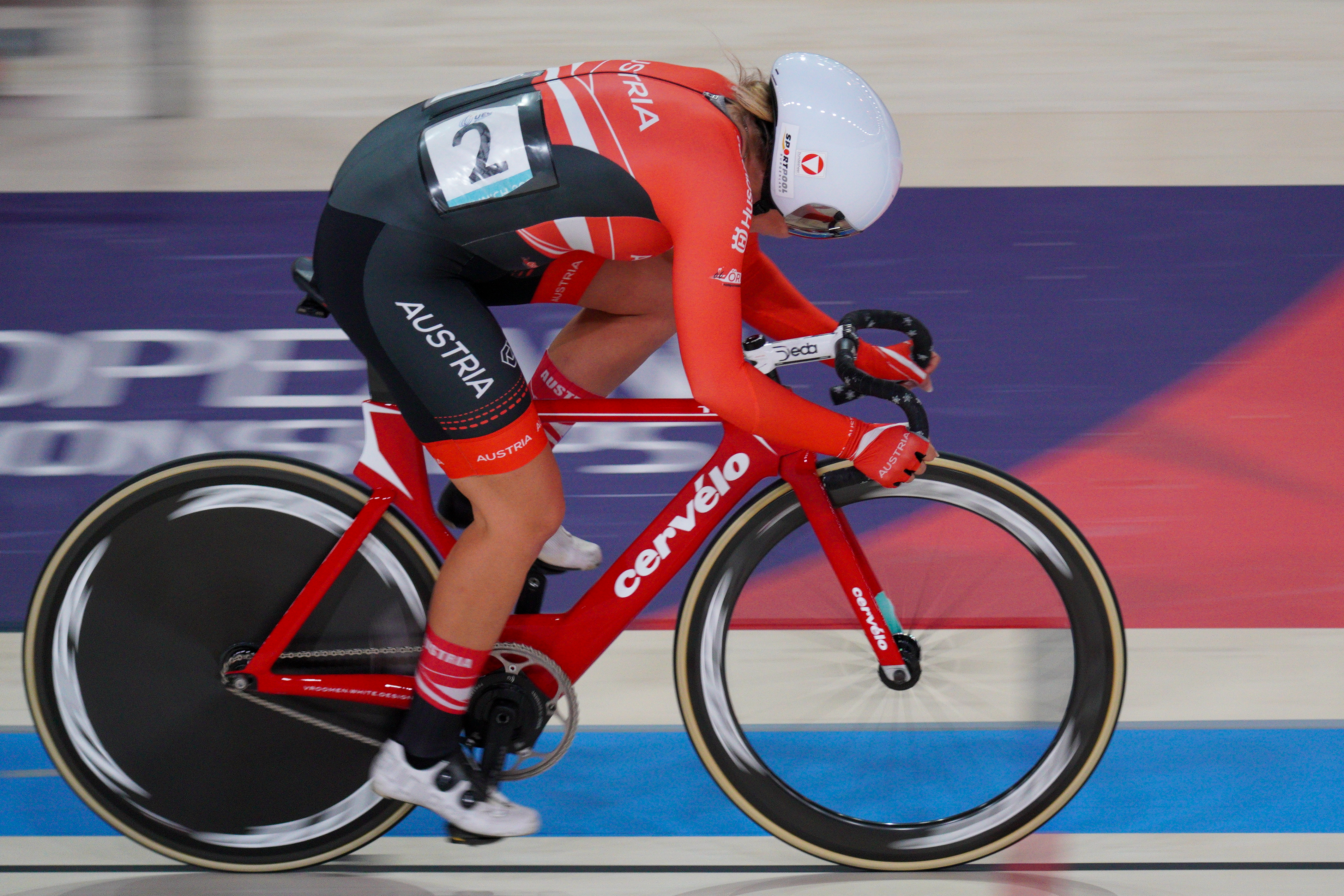
Eberhardt im Omnium-Punktefahren der Bahn-EM 2022

Verena Eberhardt (* 6. Dezember 1994 in Sankt Martin in der Wart) ist eine ehemalige österreichische Radsportlerin.

## Sportliche Laufbahn
2013 wurde Verena Eberhardt österreichische Vize-Meisterin der U23 im Einzelzeitfahren und nationale Meisterin in der Einerverfolgung auf der Bahn. 2014 errang sie insgesamt vier Titel, 500-Meter-Zeitfahren, in der Einerverfolgung, im Punktefahren und im Scratch. 2016 war sie national erneut fünfmal auf der Bahn erfolgreich und gewann zudem im Scratch ein UCI-Rennen in Dublin.
Im selben Jahr belegte Eberhardt bei den Bahneuropameisterschaften der Elite Platz sieben im Scratch. Im Jahr darauf wurde sie für die Bahnweltmeisterschaften in Hongkong nominiert und im Herbst desselben Jahres für die Weltmeisterschaften auf der Straße im norwegischen Bergen.
Beim Lauf des UCI Track Cycling Nations’ Cup 2021 in Hongkong belegte Eberhard Platz zwei im Ausscheidungsfahren und Platz drei im Omnium, beim Lauf in Sankt Petersburg wurde sie erneut Dritte im Omnium.

## Berufliches
Eberhardt ist aktive Sportlerin des Heeressportzentrums des Österreichischen Bundesheers. Als Heeressportlerin trut sie 2020 den Dienstgrad Gefreiter.

## Ehrungen
2016 wurde Verena Eberhardt vom burgenländischen Radsportverband für ihre Leistungen ausgezeichnet.

## Erfolge
2013
- Österreichische Meisterin – Einerverfolgung

2014
- Österreichische Meisterin – 500-Meter-Zeitfahren, Einerverfolgung, Punktefahren, Scratch

2016
- Österreichische Meisterin – 500-Meter-Zeitfahren, Einerverfolgung, Ausscheidungsfahren, Punktefahren, Scratch

2017
- Österreichische Meisterin – Sprint, 500-Meter-Zeitfahren, Omnium, Punktefahren, Scratch

2018
- Österreichische Meisterin – Omnium, Punktefahren, Scratch

2019
- Europaspiele – Punktefahren
- Österreichische Meisterin – Punktefahren, Scratch

2020
- Österreichische Meisterin – Punktefahren, Scratch

2022
- Österreichische Meisterin – Ausscheidungsfahren, Zweier-Mannschaftsfahren (mit Kathrin Schweinberger)

2023
- Österreichische Meisterin – Ausscheidungsfahren